# Любомир Иванов (дипломат)
Вижте пояснителната страница за други личности с името Любомир Иванов.
Любомир Ерменчев Иванов е български дипломат.
Завършва средно образование 114 АЕГ в София през 1975 г. Висшето си образование завършва в МГИМО, Москва по специалност „Международни отношения“ с китайски език през 1983 г.
Дипломатическа кариера:
- постоянен представител в Организацията по прехрана и земеделие, Рим (2013)
- постоянен представител в НАТО, Брюксел (2004 – 2009)
- заместник-министър на външните работи (юли 2002 – май 2004)
- директор на Дирекция „НАТО и международна сигурност“, МВнР